# Noorderlicht (Klami)
Noorderlicht is een compositie van de Finse componist Uuno Klami.
De ontstaansgeschiedenis van dit werk is in nevelen gehuld. Klami was er zelf ook niet duidelijk over. De eerste muziek voor deze fantasie zou al tijdens de Tweede Wereldoorlog op papier zijn gezet, maar Klami vermeldde ook zelf dat de fantasie in 1946 was geschreven en even later zei hij dat hij er 2½ jaar over had gedaan. Vervolgens werd een van de eerste stukken die Klami na de Tweede Wereldoorlog op papier kreeg, terwijl van oorlogsgevoelens geen sprake is. Klami vluchtte (muzikaal) voor dit werk terug naar oude bekenden van hem zoals de muziek van Maurice Ravel, met zeer lichte tinten. Toch wijkt dit werk op sommige punten af van zijn eerder werken, er is een kleine invloed van de “echte Finse” klassieke muziekschool van Jean Sibelius. De climaxen in het werk hebben wel iets van diens muziek, zonder dat het somber en droefgeestig wordt. Dat komt mede door het onderwerp. Bij de muziek van Sibelius wordt vaak gedacht aan de uitgestrekte wouden en donkere waters van de duizenden meren. Klami schreef over het ongrijpbare noorderlicht met zijn onzekerheid van bestaan en flakkeringen. Ook het eind van zo’n noorderlicht is niet te voorspellen. De muziek is dan net zo ongrijpbaar, een schimmigheid hangt boven dit eendelige werk. Het begin is zeer zacht, Klami bouwde het vervolgens op, om net zo zacht weer te eindigen. Klami zag een overeenkomst tussen het noorderlicht en het bestaan van veel Finnen tijdens die oorlog. Noorderlicht kan gezien worden als de oneindige eenzaamheid van de menselijke geest.     
De eerste uitvoering kwam tot stand op 5 november 1948, het Filharmonisch Orkest van Helsinki onder leiding van Jalas Jussi speelde het.   
Klami schreef het werk voor:
- 1 piccolo, 3 dwarsfluiten (III ook piccolo), 3 hobo's, 3 klarinetten (III ook basklarinet), 3 fagotten (III ook contrafagot)
- 4 hoorns, 4 trompetten, 3 trombones, 1 tuba
- pauken, 2 man/vrouw percussie, 2 harpen, celesta
- violen, altviolen, celli, contrabassen

## Discografie
- Uitgave Ondine: John Storgårds met het Filharmonisch Orkest van Helsinki (opname 2009)